# Michele Ventura
Michele Ventura (Sesto Fiorentino, 23 dicembre 1943) è un politico italiano; dal 9 maggio 2008 al 21 febbraio 2009 è "Ministro per l'attuazione del programma di governo" nel Governo ombra del Partito Democratico.

## Biografia
Nato il 23 dicembre 1943 a Sesto Fiorentino, in provincia di Firenze, ma residente a Firenze, aderisce alla Federazione Giovanile Comunista Italiana (FGCI), l'organizzazione giovanile del Partito Comunista Italiano (PCI), di cui fu segretario provinciale di Firenze dal 1970 al 1973.
Nel 1970 fu inviato dal PCI a Trapani per svolgere l’incarico di segretario della locale federazione provinciale, incarico che mantenne fino al 1973.
Ha ricoperto l'incarico di segretario della federazione del PCI di Firenze dal 1975 al 1983, ed è stato membro della direzione nazionale del PCI fino al 1989, poi del suo comitato centrale.
Dal 1985 al 1990 è stato vicesindaco di Firenze sotto l'amministrazione comunale di Massimo Bogianckino (per tutto il tempo in carica) e Giorgio Morales (solo per un anno).
Viene candidato alle elezioni regionali in Toscana del 1990 nelle liste del PCI, venendo eletto nella circoscrizione di Firenze con 17.738 preferenze in consiglio regionale della Toscana, ricoprendone l’incarico di vicepresidente del Consiglio dal 28 giugno 1990 fino all'11 gennaio 1992. Viene poi riconfermato consigliere regionale alle regionali toscane del 1995, le prime con il sistema elettorale a suffragio universale diretto, rimanendo in carica fino alle dimissioni ad ottobre 1999, per candidarsi al Parlamento.
Nel 1991 aderisce alla svolta della Bolognina dal PCI al Partito Democratico della Sinistra, per poi confluire nel 1998 nei Democratici di Sinistra alla svolta di Massimo D'Alema.
È stato eletto deputato nelle elezioni suppletive nel 1999 in sostituzione del dimissionario Leonardo Domenici, poi rieletto nel 2001, 2006 e nel 2008 con il Partito Democratico (PD), diventando vice-capogruppo vicario del Pd alla Camera.
Dopo la sconfitta del PD alle elezioni politiche del 2008, dov'è stato rieletto alla Camera ancora nella medesima circoscrizione, viene nominato a maggio 2008, dal segretario del PD Walter Veltroni, Ministro per l'attuazione del programma di governo nel suo Governo ombra del Partito Democratico, ruolo che ricopre dal 9 maggio 2008 al 21 febbraio 2009.
Considerato vicino e fedele a Massimo D'Alema, nel 2009 si candida alle primarie del Partito democratico del centro-sinistra per scegliere il candidato sindaco del Comune di Firenze arrivando quarto con il 12,4%. Le primarie furono vinte da Matteo Renzi con il 40,5%.